# Porta San Frediano
Porta San Frediano è una porta cittadina nelle mura di Firenze e si trova nel quartiere di Oltrarno, nella zona più a ovest che prende il nome dal borgo omonimo, a sua volta detto di San Frediano per la presenza dell'antica chiesa di San Frediano, non più esistente, che sorgeva all'angolo dell'attuale piazza del Carmine, il cui nome è poi però passato alla chiesa di San Frediano in Cestello.

## Storia
La porta (facente parte della sesta cerchia di mura, compiuta fra il 1284 ed il 1333) fu edificata tra il 1332 e il 1334 sulla importantissima via per Pisa, con un progetto attribuito a Andrea Pisano.
Basandosi sulle sue dimensioni attuali, doveva essere la porta più maestosa della cinta muraria, ma rimase incompiuta in altezza; fu poi ribassata e rinforzata negli anni immediatamente precedenti l'assedio di Firenze per adattarla alle nuove esigenze militari imposte dall'uso dei cannoni e delle armi da fuoco di recente diffusione.
Sul lato rivolto verso la città è presente alla sommità dell'arco lo stemma di Firenze scolpito in pietra serena. Sul lato esterno si trovava uno stemma simile, in marmo, come si vede nelle foto storiche: adesso lo si può vedere murato nel tratto di mura a sinistra della porta. 
A differenza della zona a nord dell'Arno, in questa zona le mura non furono demolite per far spazio a viali (1865-1870); a fianco delle porte furono praticate aperture accessorie per facilitare il transito di persone e cose. 

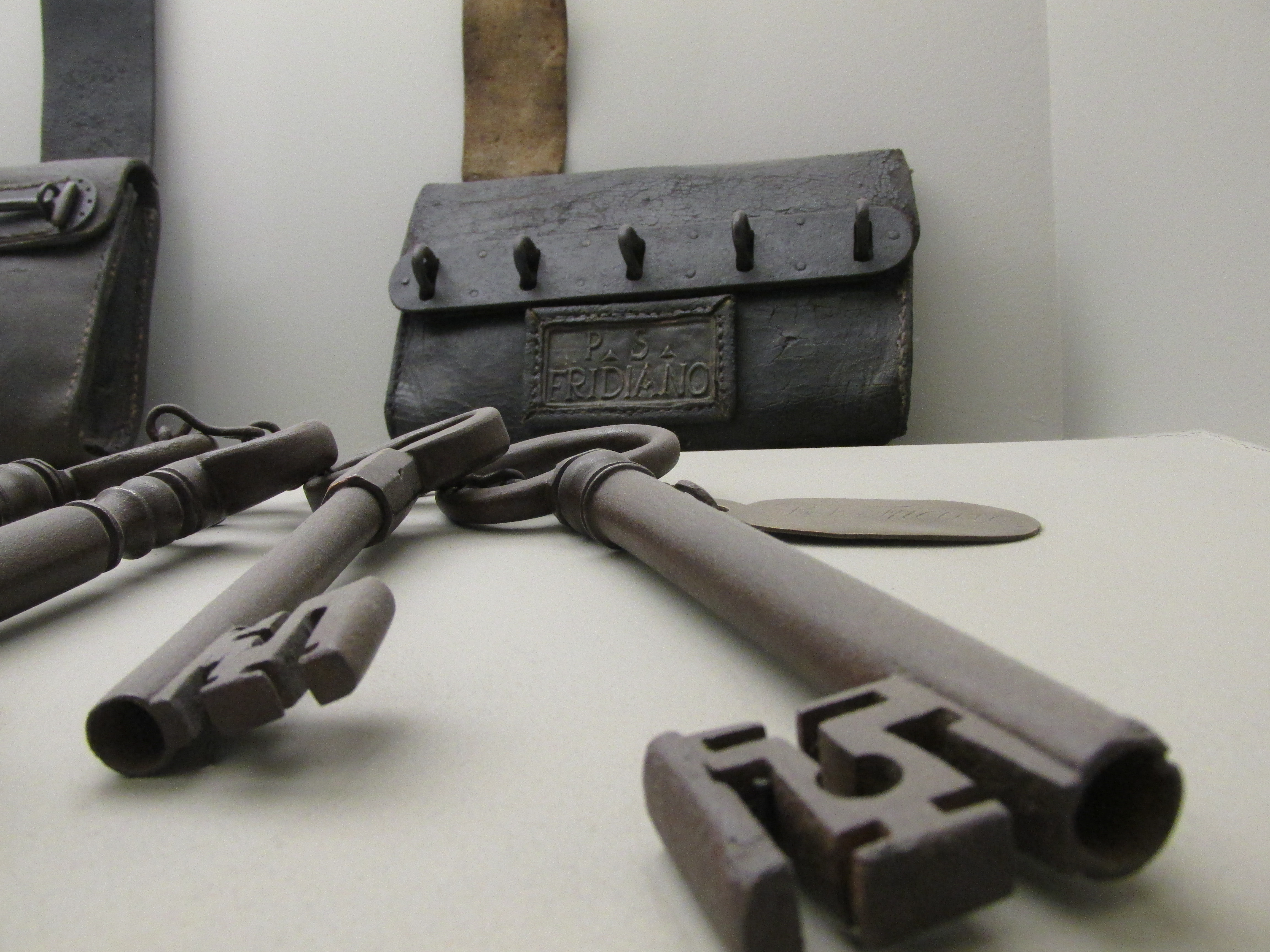
Chiavi della Porta San Frediano custodite nel Museo Tracce di Firenze in Palazzo Vecchio

## La porta
La grandiosa porta in legno con i bulloni è originale, così come gli anelli in ferro battuto per legare i cavalli, ancora applicati ai lati rivolti all'esterno, e supporti per fiaccole in ferro battuto.
Le chiavi della Porta San Frediano sono ancora oggi visibili poiché sono custodite nel Museo Tracce di Firenze in Palazzo Vecchio.

## Altre immagini

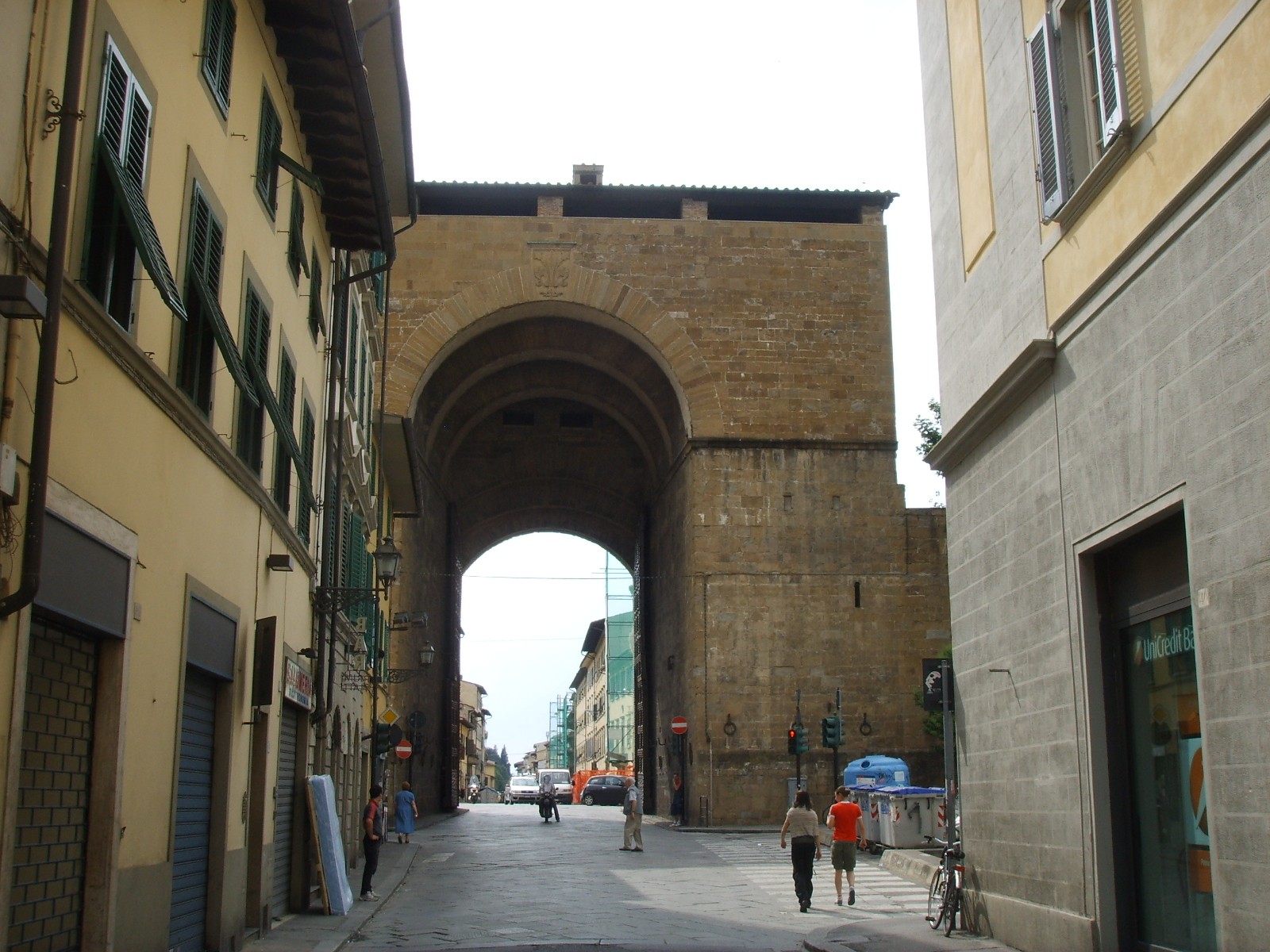
Veduta interna
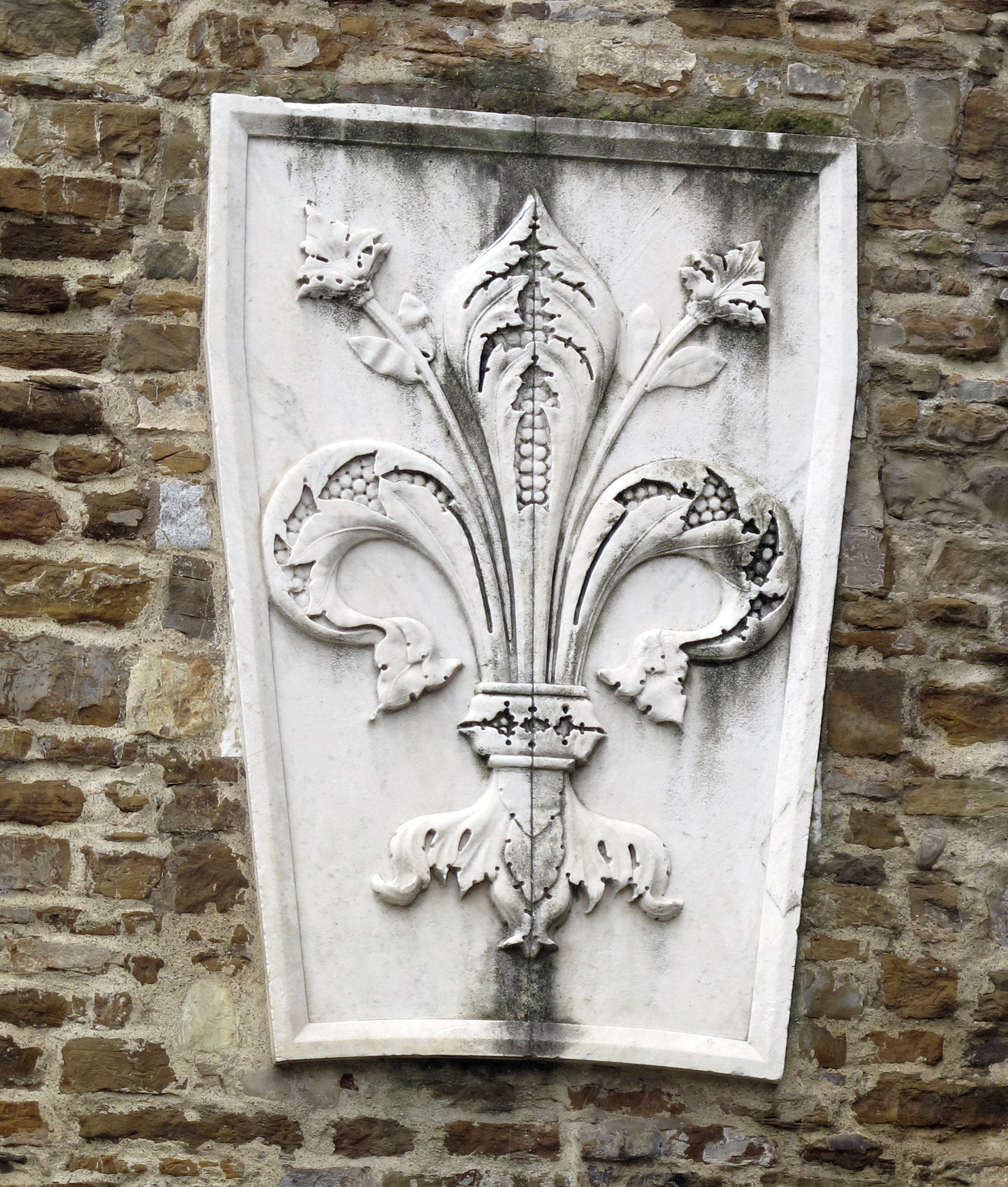
Il giglio fiorentino in marmo, dalla chiave di volta esterna della porta
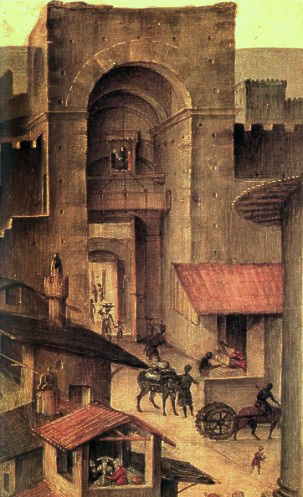
Porta San Frediano nel 1494, dettaglio della Pala Nerli di Filippino Lippi, nella basilica di Santo Spirito
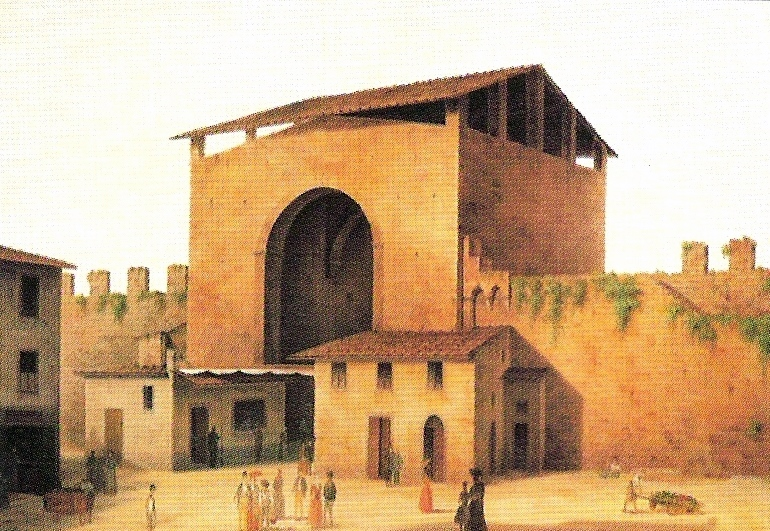
Porta San Frediano nel XIX secolo
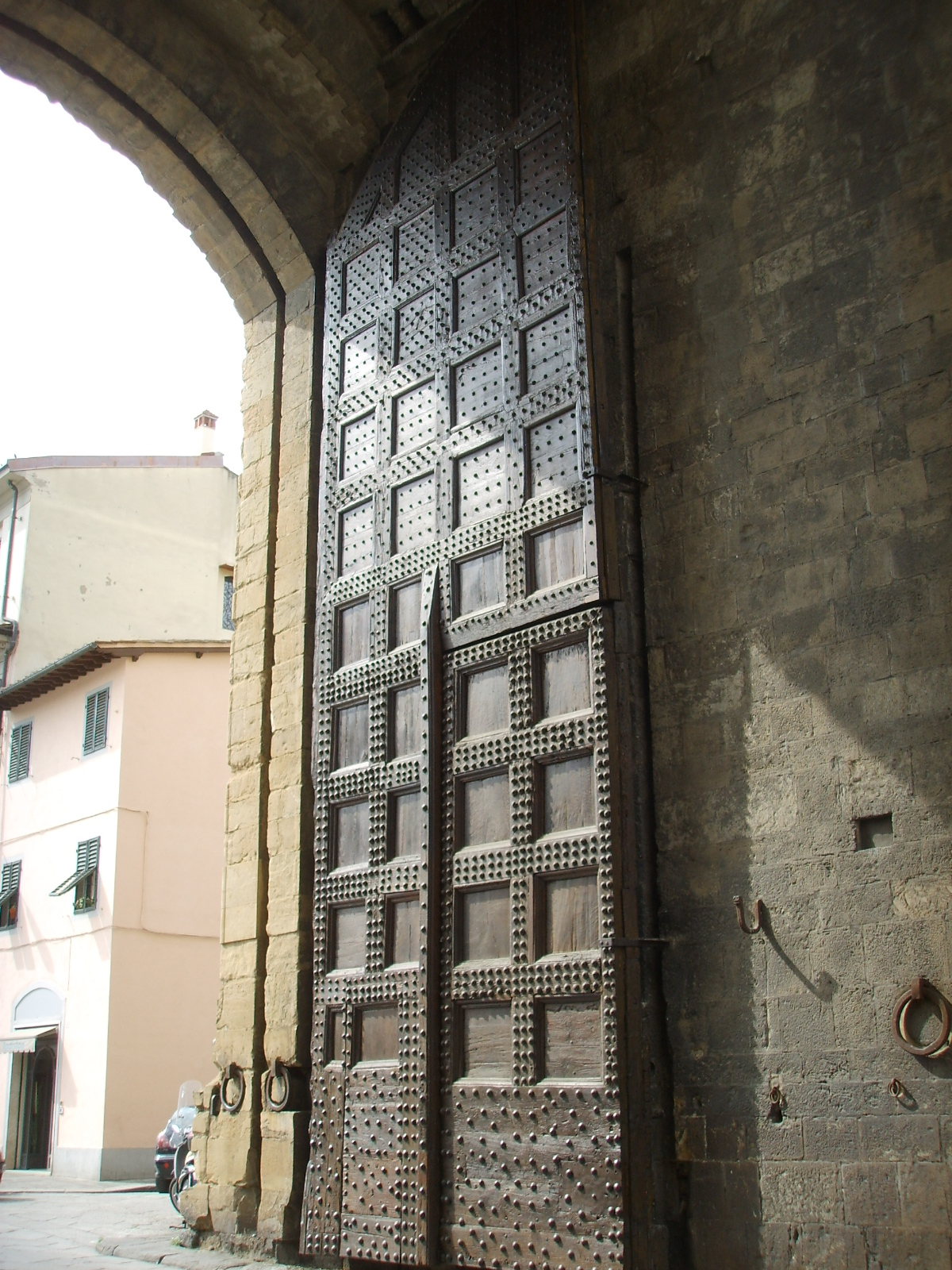
Il portone ligneo originale
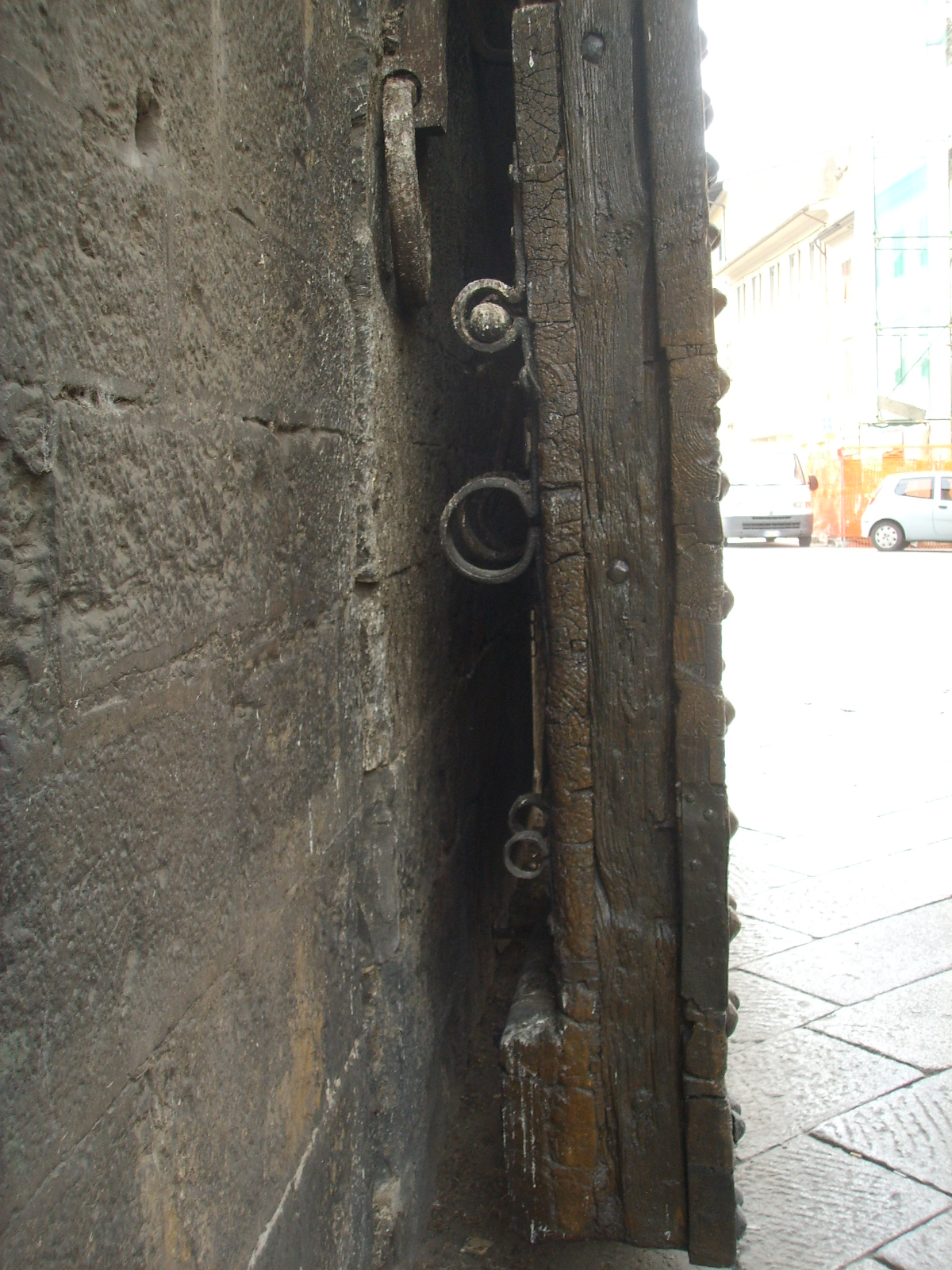
Le serrature con pali a scorrimento